# 111
111 (CXI, na numeração romana) foi um ano comum do século II do Calendário Juliano, da Era de Cristo,  e a sua letra dominical foi E (52 semanas) teve início a uma quarta-feira e terminou também a uma quarta-feira.
| Ano completo                        |
| ----------------------------------- |
| Ano comum com início à quarta-feira |

## Eventos
- O imperador Trajano envia Caio Plínio Cecílio Segundo como governador (legatus Augusti) para a Bitínia.
- O imperador Indiano Cenguttuvan invade o Império Cuchana e derrota Canisca I e seu irmão Vijaia, em Quilaluvam (próximo a  Matura).

## Nascimentos
- 27 de novembro — Antínoo, catamita do imperador romano Adriano (m. 130).[1]